# Verhekst!
Verhekst! (Engels: Every Witch Way) is een Amerikaanse tiener-sitcom die op 1 januari 2014 in première ging bij Nickelodeon. Het is de Amerikaanse versie van de serie Grachi op de Latijns-Amerikaanse versie van Nickelodeon.

## Geschiedenis

### Amerika
Het eerste seizoen was onderdeel van Nickelodeons "One Month Event", bestaande uit 20 afleveringen van 1 tot 30 januari. Daarna volgde een tweede seizoen (7 juli tot 8 augustus 2014) en een derde (vanaf 5 januari 2015 uitgezonden in de VS). Nickelodeon kondigde op 26 februari 2015 een vierde seizoen aan alsook een spin-offserie over tovenaren en heksen in training. De werktitel van deze spin-off heet WITS Academie die op 5 oktober 2015 in première ging. En ook in 29 februari 2016.

### Nederland en België
Verhekst! ging in première op Nickelodeon op 12 mei 2014. Het tweede seizoen ging in Nederland in première op 2 februari 2015. Het derde seizoen ging in Nederland in première op 5 oktober 2015, en het vierde en laatste seizoen op 1 februari 2016.
De serie eindigde in Nederland en België op 26 februari 2016, daarna kwam er op 29 februari 2016 een spin-off van Verhekst!: WITS Academie.
Nederland is het enige land dat Every Witch Way voorzien heeft van een eigen vertaalde titel. De overige landen waar het wordt uitgezonden zijn Brazilië, Groot-Brittannië, Ierland en vanaf 16 maart in Frankrijk en Duitsland.

### Muziek
In Nederland is de intromuziek van Verhekst in het Nederlands vertaald (Verhekst door jou) en werd gezongen door Roos van der Waerden.
Het originele introlied Every Witch Way werd gezongen door Paola Andino.

## Verhaal

### Seizoen 1
In Verhekst! verhuist de veertienjarige Emma Alonso met haar vader, Francisco Alonso, naar een voorstad van Miami. Daar ontdekt ze dat ze een heks is, en niet zij alleen, ook de gemene Maddie Van Pelt ontdekt dat ze een heks is. Samen vechten ze om hun liefde voor Daniel, een populaire student die de aanvoerder van het zwemteam: De Sharks, is.
Diego (een lid van de sharks) ontdekt dat hij een Kanay is, hij beheerst de elementen. Het schoolhoofd wil tijdens de eclips Emma's en Maddies krachten afpakken, maar alsnog werkten de twee samen en versloegen ze haar.

### Seizoen 2
Een nieuwe jongen genaamd Jax Novoa, arriveert op Iridium High. Hij is een tovenaar die verliefd wordt op Emma. De heksenkring heeft het Emma verboden om met een mens te daten, maar Emma gehoorzaamt de kring niet. Desdemona (lid van de heksenkring) transformeerde in een slechte heks en wil de laatste heks zijn tijdens het laatste licht van de volle maan, en niet alleen zij, ook de kloon van Emma heeft dezelfde bedoelingen als Desdemona. Aan het einde van het seizoen werd Desdemona weer zichzelf en Emma's kloon is naar Limbo (het vagevuur) gestuurd. Emma en Daniel hebben het halverwege het seizoen uitgemaakt en zijn aan het einde weer terug bij elkaar gekomen.

### Seizoen 3
Tijdens de zomer hebben Emma en Daniel een baantje bij de "Beachside 7", maar als een Kanai Mia, arriveert op Beachside 7, verandert alles. Emma en Andi (Emma's beste vriendin en lid van de sharks) zoeken uit waarom Daniel zo vreemd doet. Ze ontdekken dat Mia een spinnenzegel op Daniels nek heeft geplaatst. Mia wil wraak op heksen, omdat De Uitverkorene (het schoolhoofd) haar ouders heeft vermoord. Aan het einde van het seizoen beseft Mia dat niet alle heksen zo slecht zijn als het schoolhoofd, en besluit ze de strijd tegen heksen op te geven. Emma moet een moeilijke keuze maken tussen Daniel en Jax. Ze koos voor Jax.

### Seizoen 4
Na Emma's keuze tussen Daniel en Jax is er iets misgegaan, Daniel is plots verdwenen en niemand kan hem zich nog herinneren, behalve Emma. Daniel zit namelijk in zijn nieuwe leven: De Everglades, Emma doet er alles om om zijn oude leven terug te geven. Jax ontdekt de hele waarheid over zijn gezin dat hij een zus genaamd Jessie heeft en dat zijn moeder nog leeft en een heks is met kwade bedoelingen. Emma heeft besloten om terug in de tijd te gaan om de dood van haar moeder te voorkomen, maar al snel verandert haar karakter en verliest ze al haar vrienden, Emma heeft het schoolhoofd van Limbo (het vagevuur) naar Miami gebracht om haar krachten te stelen voor het lichtportaal. Liana heeft zich bekendgemaakt aan haar plan om alle krachten die Emma in het lichtportaal heeft gezet te stelen, Jessie en Jax werken samen en hebben hun moeder gestopt die daarna naar Limbo is gegaan. Emma heeft ingezien dat wat ze doet niet goed is en stopte met haar plan, ze heeft iedereen zijn krachten teruggegeven en maakte het goed met iedereen.
Emma heeft besloten om Daniel terug zijn leven in de Everglades te geven zodat hij gelukkig is. Ze liet met moeite haar gevoelens los, maar uiteindelijk neemt ze een besluit. Andi mag van Emma naar de heksenschool om de eerste mensen-beschermer te worden, dit leidt naar de nieuwe serie: WITS Academie.

## Hoofdrollen
| Personage       | Acteur/actrice  | Nederlandse stem              | Afleveringen     | Seizoen | Periode   |
| --------------- | --------------- | ----------------------------- | ---------------- | ------- | --------- |
| Emma Alonso     | Paola Andino    | Romy Coomans                  | 1-86             | 1-4     | 2014-2015 |
| Andi Cruz       | Daniela Nieves  | Tara Hetharia                 | 1-86             | 1-4     | 2014-2015 |
| Daniel Miller   | Nick Merico     | Pim Wessels                   | 1-86             | 1-4     | 2014-2015 |
| Jax Novoa       | Rahart Adams    | Levi van Kempen               | 21-86            | 2-4     | 2014-2015 |
| Maddie Van Pelt | Paris Smith     | Roos van der Waerden          | 1-86             | 1-4     | 2014-2015 |
| Diego Rueda     | Tyler Alvarez   | Mitchell van den Dungen Bille | 1-86             | 1-4     | 2014-2015 |
| Katie Rice      | Denisea Wilson  | Canick Hermans                | 1-86             | 1-4     | 2014-2015 |
| Sophie Johnson  | Autumn Wendel   | Lizemijn Libgott              | 1-86             | 1-4     | 2014-2015 |
| Gigi Rueda      | Zoey Burger     | Shanna Chatterjee             | 1-86 + 1 special | 1-4     | 2014-2015 |
| Mia Black       | Elizabeth Elias | onbekend                      | 46-86            | 3-4     | 2015      |
| Tony Myers      | Kendall Sanders | Martijn van Voskuijlen        | 1-20             | 1       | 2014      |
| Mac Davis       | Mavrick Moreno  | Paul Boereboom                | 1-20             | 1       | 2014      |

## Bijrollen
| Personage           | Acteur/actrice           | Nederlandse stem      | Afleveringen      | Seizoen | Periode      |
| ------------------- | ------------------------ | --------------------- | ----------------- | ------- | ------------ |
| Lily Archer         | Melissa Carcache         | Meghna Kumar          | 3-86              | 1-4     | 2014-2015    |
| Agamemnon           | Todd Allen Durkin        | Jan Elbertse          | 22-86             | 2-4     | 2014-2015    |
| Desdemona           | Mia Matthews             | Jann Cnossen          | 22-86 + 1 special | 2-4     | 2014-2015    |
| Ramona              | Lisa Corrao              | Fleur van de Water    | 22-45             | 2       | 2014         |
| Ursula Van Pelt     | Katie Barberi            | Peggy Vrijens         | 1-86              | 1-4     | 2014-2015    |
| Francisco Alonso    | Rene Lavan               | onbekend              | 1-86              | 1-4     | 2014-2015    |
| Jake Novoa          | Richard Lawrence-O'Bryan | onbekend              | (43) 67-86        | (2) 4   | (2014) 2015  |
| Jessie Novoa        | Julia Antonelli          | onbekend              | 72-86             | 4       | 2015         |
| Liana Woods         | Betty Monroe             | Jantine van den Bosch | 74-86             | 4       | 2015         |
| Schoolhoofd Torres. | Michele Verdi            | Lotte Horlings        | 2-20 85-86        | 1 en 4  | 2014 en 2015 |

## Afleveringen
| Seizoen | Afleveringen | Uitgezonden    | Uitgezonden     | Uitgezonden     | Uitgezonden      |
| Seizoen | Afleveringen | Start seizoen  | Seizoensfinale  | Start seizoen   | Seizoensfinale   |
| ------- | ------------ | -------------- | --------------- | --------------- | ---------------- |
| 1       | 20           | 1 januari 2014 | 30 januari 2014 | 12 mei 2014     | 6 juni 2014      |
| 2       | 24           | 7 juli 2014    | 8 augustus 2014 | 2 februari 2015 | 5 maart 2015     |
| 3       | 20           | 5 januari 2015 | 30 januari 2015 | 5 oktober 2015  | 30 oktober 2015  |
| 4       | 20           | 6 juli 2015    | 31 juli 2015    | 1 februari 2016 | 26 februari 2016 |

## Prijzen en nominaties
Verhekst! is in 2015 genomineerd voor de Kids' Choice Awards in de categorie Favorite Kids TV Show.